# Municipio de Fisher (Iowa)
El municipio de Fisher (en inglés: Fisher Township) es un municipio ubicado en el condado de Fremont en el estado estadounidense de Iowa. En el año 2010 tenía una población de 698 habitantes y una densidad poblacional de 6,66 personas por km².

## Geografía
El municipio de Fisher se encuentra ubicado en las coordenadas 40°42′22″N 95°25′43″O / 40.70611, -95.42861. Según la Oficina del Censo de los Estados Unidos, el municipio tiene una superficie total de 104.78 km², de la cual 104,77 km² corresponden a tierra firme y (0 %) 0 km² es agua.

## Demografía
Según el censo de 2010, había 698 personas residiendo en el municipio de Fisher. La densidad de población era de 6,66 hab./km². De los 698 habitantes, el municipio de Fisher estaba compuesto por el 99,43 % blancos, el 0,14 % eran amerindios, el 0,29 % eran asiáticos y el 0,14 % eran de una mezcla de razas. Del total de la población el 1,86 % eran hispanos o latinos de cualquier raza.